# إيدجوود (فلوريدا)
إيدجوود (بالإنجليزية: Edgewood)‏ هي مدينة أمريكية تقع في ولاية فلوريدا. تبلغ مساحة هذه المدينة 3.8 (كم²)،ويبلغ عدد سكانها 1901 نسمة حسب إحصاء سنة 2010 م 1901.تشير إحصاءات سنة 2000م بأن الكثافة السكانية في هذه المدينة تقدر بـ(500.3) نسمة/كم2 